# Beni (Nepal)
Beni is een deel van de dorpscommissie Arthunge, in het centrum van Nepal. 
De dorpscommissie Arthunge telt ongeveer 11.700 inwoners en is de hoofdplaats van het district Myagdi.